# Сан Ђовани Реатино (Ријети)
Сан Ђовани Реатино је насеље у Италији у округу Ријети, региону Лацио.
Према процени из 2011. у насељу је живело 435 становника. Насеље се налази на надморској висини од 428 м.